# エリン・トプザコフ
エリン・カリノフ・トプザコフ（ブルガリア語: Елин Калинов Топузаков、1977年2月5日 - ）は、ブルガリアの元サッカー選手、現サッカー指導者。元ブルガリア代表。選手時代のポジションはDF。
トプザコフの名前からトプチョ（ブルガリア語: Топчо、「球」の意）の愛称で呼ばれ、スイーパーやセンターバックとして活躍した。

## クラブ歴

### ユース
地元ディミトロヴグラトのサッカークラブである、FCディミトロヴグラトの下部組織に1994年まで在籍、この頃はストライカーであった。

### レフスキ・ソフィア
1995年にPFCレフスキ・ソフィアに加入し、ディフェンダーに転向。1999年にOFCピリン・ブラゴエヴグラトにレンタル移籍。復帰後の2000年から2002年にかけてクラブは三連覇を達成、この三連覇全てに立ち会った数少ない選手の一人となった。2005年から2008年にかけてクラブの主将を務め、その間のUEFAカップ2005-06では準々決勝に進出した他、UEFAチャンピオンズリーグ 2006-07ではブルガリアのクラブ史上初めてグループステージに到達する快挙を成し遂げた。

### ハポエル・テルアビブ
2008年1月3日にレフスキ・ソフィアとハポエル・テルアビブFCは彼とディミタル・テルキウスキをハポエル・テルアビブに移籍させる事で合意、同月7日に二人とも公式に契約、トプザコフは背番号5番を身に着ける事となった。同月12日に行われたハポエル・ケファル・サバFC戦でテルキウスキと共に初出場を飾り、サポーター年間最優秀選手にも二人揃って選出されたものの、2008-09シーズンが終わると自由契約の身となった。

### レフスキ・ソフィアへの復帰
2009年7月5日にレフスキ・ソフィアに2年契約で復帰。背番号は11番が与えられ、この時に11番を背負っていたゲオルギ・フリストフは背番号を譲る形となった。
2009-10シーズン、レフスキ・ソフィアは国際試合から始まり、UEサン・ジュリアとのUEFAチャンピオンズリーグ 2009-102次予選がその初陣であった。彼の復帰戦は2009年7月21日に行われた、このサン・ジュリア戦で、アウェーゲームでありながら、0-5で粉砕、2戦合計で9-0の勝利で3次予選へと駒を進めた。3次予選ではFKバクー相手に2戦合計で2-0で勝利し、プレーオフへと駒を進めたが、デブレツェニVSCに4-1とされ敗北、UEFAヨーロッパリーグ 2009-10へと向かう事となった。このシーズン、国内では芳しくない試合も多かったが、最終的には3位でリーグを終え、UEFAヨーロッパリーグ 2010-11予選出場権を得た。

### ハポエル・ラマト・ガン・ギヴァタイム
2010年8月10日にはテルキウスキと共に再びイスラエルの地へ向かい、ハポエル・ラマト・ガン・ギヴァタイムFCに加入、1シーズン在籍し引退した。

## 代表歴
2000年3月29日に行われたベラルーシ代表戦で代表初出場。

## 監督歴
2013年にレフスキ・ソフィアのアシスタントコーチに就任。2014年3月に、健康上の理由で辞任したアントニ・ズドラヴコフの代理として監督になった。その後ホセ・ムルシアが監督に就任し再びアシスタントコーチとなったが、2016年10月に再び監督に就任した。
2017年6月16日にPSIグループがクラブ経営権を取得したFCアルダ・クルジャリの監督に就任する事が発表された。

## プレースタイル
ユース時代にはストライカーであったが、レフスキ・ソフィアで選手となった後に右サイドバックにコンバートされ、その数ヶ月後には更にセンターバックにコンバートされた。その経験も含めて身に着けた多様なスキルによってレフスキ・ソフィアの守備に大きく貢献し、特にスライディングタックルで著名な選手であった。

## 個人
結婚しており、妻はモデルである。また、スラヴィズ・ショーという同国のトーク番組にも出演した事がある。

## タイトル
彼はブルガリアのエターナルダービーであるPFC CSKAソフィアとのダービーマッチにリーグ戦で23回出場している。また、2012年7月19日にフリスト・ヨヴォフに抜かれるまでUEFA主催試合に最も多く出場したブルガリア人選手であった。

### クラブ
レフスキ・ソフィア
- ブルガリアプロサッカーリーグ: 1999-00, 2000-01, 2001-02, 2005-06, 2006-07
- ブルガリア・カップ: 1998, 2000, 2002, 2003, 2005, 2007
- ブルガリア・スーパーカップ: 2005, 2007, 2009

### 個人
- ハポエル・テルアビブサポーター年間最優秀選手賞: 2008